# Lourival de Souza
Lourival de Souza, mais conhecido como Lourival, ou ainda Boca de Mina (Criciúma, 13 de maio de 1954), é um ex-futebolista brasileiro que atuava como volante. Devido a sua versarilidade em campo, chegou a atuar também como centroavante.

## Carreira
Lourival iniciou sua carreira no futebol de várzea da sua cidade natal, Criciúma. No ano de 1972 foi contratado pelo Atlético de Criciúma, e no ano seguinte já estava atuando no Próspera.
No ano de 1974 o supervisor do Próspera Nivaldo Martins avisou Lourival de que ele iria atuar no futebol de Florianópolis. Solicitado pelo então técnico do Avaí Jorge Ferreira juntamente com o seu companheiro de equipe Lúcio, Lourival foi contratado pelo Leão da Ilha. No Avaí Lourival se tornou um grande ídolo na década de 70, participando de 273 partidas, se tornando o quarto atleta a mais vezes atuar pelo clube, e conquistando o Campeonato Catarinense de 1975 em cima do maior rival.
Ainda na temporada de 1979, Boca de Mina foi contratado pelo Velo Clube para atuar no Campeonato Paulista de Futebol. A transferência se deu na ordem financeira de Cr$ 300.000,00, rendendo 15% do valor da negociação ao atleta.
No ano de 2014 Lourival foi eternizado pelo Avaí Futebol Clube, tendo seus pés exposto em argila no memorial de atletas do Estádio da Ressacada.

## Títulos
Avaí
- Torneio Quadrangular de Florianópolis: 1975
- Campeonato Catarinense: 1975
- Torneio Triangular Internacional de Florianópolis: 1975